# Península de Huon
La península de Huon es troba a l'extrem oriental de la gran illa de Nova Guinea. Pertany, administrativament, a la província de Morobede, Papua Nova Guinea. Deu el seu nom a l'explorador francès Jean-Michel Huon de Kermadec. El Fons Mundial per la Natura ha definit l'ecoregió dels Boscs humits montans de la Península de Huon en el seu interior. La península està dominada per les escarpades muntanyes Saruwaged, Finisterre i Cromwell. La ciutat més gran més propera és la capital provincial de Morobe, Lae, al sud, mentre que els assentaments de la costa nord inclouen l'antiga ciutat alemanya de Finschhafen, la capital del districte de Wasu, Malalamai i Saidor, amb l'aeroport de Saidor de la Segona Guerra Mundial. Es troba envoltada al nord pel mar de Bismarck, el Mar de Salomó per l'est, el golf de Huon pel sud i el riu Markhan per l'oest. La serralada Saruwaged s'eleva per sobre dels 4.000 metres d'altitud. La zona va ser el lloc de la campanya de la península de Huon durant la Segona Guerra Mundial, el 1943-44, quan les tropes japoneses que es retiraven de Lae van lluitar per les muntanyes del Finisterre fins a Madang, a la costa nord. A l'àrea propera a Bobongara s'han trobat eines de pedra d'uns 40.000 anys d'antiguitat. Aquestes troballes es consideren les proves de presència humana més antigues que es té coneixement a Oceania.